# Vous avez deux vaches

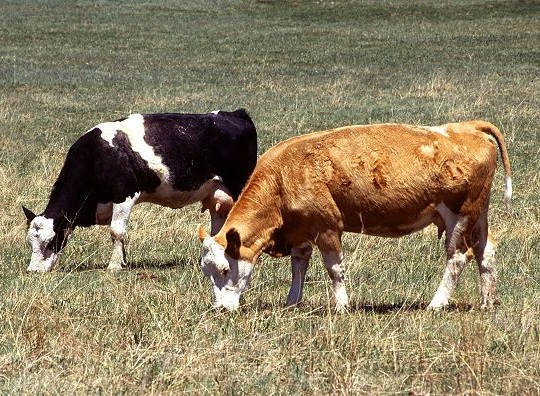
Voici vos deux vaches…

« Vous avez deux vaches » est une expression utilisée dans une présentation humoristique d’une série de notions politiques. L’humour repose ici sur une anaphore (la définition de chaque nouvelle notion de la série débute par l’expression « Vous avez deux vaches »), le comique de répétition étant ici renforcé par un jeu de nuances : chaque nouvelle définition diffère peu de la précédente, ce qui permet de mieux caricaturer ce qui distingue les notions en question. Voir l’exemple à la fin de cet article pour un jeu de définitions de différentes idéologies sur le mode « Vous avez deux vaches ».

## Origine et développement
Les blagues « Vous avez deux vaches » sont originaires d’Amérique : il s’agit en fait de blagues de potaches parodiant des exemples que les professeurs emploient dans leur cours d’introduction à l’économie (appelés « Economics 101 »). Dans ces cours, il est fréquent que l’enseignant illustre un modèle économique en prenant l’exemple d’un fermier d’une société pauvre qui utilise son troupeau pour produire et faire du commerce avec ses voisins.
Les exemples sont partis de « Vous avez deux vaches ; vous voulez des poulets. Vous cherchez un autre fermier qui a des poulets et veut des vaches, etc. » Ils avaient pour intention de montrer les limites du système de troc qui, selon eux, a mené à l’introduction des devises et de l’argent (cette thèse, qui se trouve au fondement de la pensée économique libérale, est cependant très discutable sur le plan historique : les pratiques de crédit semblent avoir existé avant les échanges monétaires qui, eux-mêmes, semblent avoir existé avant le troc). Les parodies des « deux vaches », placent le fermier dans un système économique de diplômés où les vaches sont utilisées comme métaphores pour toutes les devises, capitaux, moyens de production, etc. L’intention est souvent de souligner les absurdités dans ces systèmes.
Les premières blagues des « deux vaches » avaient pour but de comparer deux systèmes économiques opposés comme le capitalisme et le communisme, typiquement en décrivant comment le gouvernement et la bureaucratie pourraient interférer avec la quiétude de quelqu’un possédant deux vaches. Les blagues ont évolué vers une satire de différents systèmes et théories politiques, culturels, sociaux et philosophiques. De nombreux autres sujets peuvent faire l’objet d’une blague « Vous avez deux vaches » (des événements récents comme la maladie de la vache folle ont été utilisés comme inspiration).
Les définitions furent parmi les premières blagues à circuler sur Internet mais circulaient déjà sous forme manuscrite bien auparavant : on les mentionne dès 1936 sous le titre « paraboles de l’isme » (Parable of the Isms). Encore aujourd’hui, elles sont traduites et citées dans de nombreux ouvrages(en) Rick Melnick, « Bovinus economicus », American Vegetable Grower,‎ 2001 et site internet, dans des douzaines de versions, avec des définitions nouvelles chaque année. 
De par l’universalité des catégories couvertes, les blagues des « deux vaches » sont souvent considérées comme un bon exemple d’humour inter-culturel. Elles peuvent être des exemples concis (pas nécessairement scientifiques) de comment des cultures différentes peuvent exprimer leurs différentes visions du même concept politique, avec des paradoxes, hyperboles ou sarcasmes. En pratique, la plupart de ces blagues viennent de personnes extérieures aux systèmes dont elles font la satire. Dans l’esprit de trouver un terrain d’entente international, certains les voient aussi comme des manifestations humoristiques d’un schéma général de science politique qui comparerait des concepts légaux ou politiques (comme le droit de propriété) à travers les cultures du monde.

## Liste des expressions
Les définitions ci-dessous sont données dans la source Courrier international :
- Anarchie : Vous avez deux vaches. Soit vous les vendez au juste prix, soit vos voisins tentent de vous tuer pour s’en emparer.
- Bureaucratie : Vous avez deux vaches. D’abord, le gouvernement établit comment vous devez les nourrir et les traire. Puis il vous paie pour ne pas les traire. Après quoi, il les prend toutes les deux, en tue une, trait l’autre et jette le lait. Finalement, il vous oblige à remplir des formulaires pour déclarer les vaches manquantes.
- Capitalisme : Vous avez deux vaches. Vous en vendez une et achetez un taureau.
- Capitalisme de Hong Kong : Vous avez deux vaches. Vous en vendez trois à votre société cotée en Bourse en utilisant des lettres de créance ouvertes par votre beau-frère auprès de la banque. Puis vous faites un échange de dettes contre participations, assorti d’une offre publique, et vous récupérez quatre vaches tout en bénéficiant d’un abattement fiscal pour l’entretien de cinq. Les droits sur le lait de six vaches sont transférés par un intermédiaire panaméen sur le compte d’une société des îles Caïman détenue clandestinement par l’actionnaire majoritaire, qui revend à votre société cotée les droits sur le lait de sept vaches. Au rapport de la société figurent huit ruminants, avec option pour l’achat d’une bête supplémentaire. Entre-temps, vous tuez les deux vaches parce que le Feng shui est mauvais.
- Communisme orthodoxe : Vous avez deux vaches. Vos voisins vous aident à vous en occuper et vous vous partagez le lait.
- Communisme russe : Vous avez deux vaches. Vous devez vous en occuper, mais le gouvernement prend tout le lait.
- Démocratie : Vous avez deux vaches. Vos voisins décident qui prend le lait.
- Démocratie représentative : Vous avez deux vaches. Vos voisins nomment quelqu’un pour décider qui prend le lait.
- Démocratie aux États-Unis : Le gouvernement promet de vous donner deux vaches si vous votez pour lui. Après les élections, le président fait l’objet d’une procédure d’impeachment pour avoir spéculé sur les obligations bovines. La presse rebaptise le scandale « Cowgate ».
- Démocratie au Royaume-Uni : Vous avez deux vaches. Vous les nourrissez à la cervelle de mouton et elles deviennent folles. Le gouvernement ne fait rien.
- Démocratie à Singapour : Vous avez deux vaches. Le gouvernement vous inflige une amende pour détention non autorisée de bétail en appartement.
- Dictature : Vous avez deux vaches. Le gouvernement les prend toutes les deux et vous fait fusiller.
- Écologie : Vous avez deux vaches. Le gouvernement vous interdit de les traire et de les tuer.
- Fascisme : Vous avez deux vaches. Le gouvernement les prend toutes les deux, vous emploie pour vous en occuper et vous vend le lait.
- Féminisme : Vous avez deux vaches. Elles se marient et adoptent un veau.
- Féodalisme : Vous avez deux vaches. Le seigneur s’arroge une partie du lait.
- Politiquement correct : Vous êtes en rapport (le concept de “propriété” est symbole d’un passé phallocentrique, va-t-en-guerre et intolérant) avec deux bovins d’âge différent (mais néanmoins précieux pour la société) et de genre non spécifié.
- Régime militaire : Vous avez deux vaches. Le gouvernement les prend toutes les deux et vous enrôle dans l’armée.
- Surréalisme : Vous avez deux girafes. Le gouvernement exige que vous preniez des leçons d’harmonica.